# Young Creatives
 (juin 2024).
La mise en forme du texte ne suit pas les recommandations de Wikipédia : il faut le « wikifier ».
Les points d'amélioration suivants sont les cas les plus fréquents :
- Les titres sont pré-formatés par le logiciel. Ils ne sont ni en capitales, ni en gras.
- Le texte ne doit pas être écrit en capitales (les noms de famille non plus), ni en gras, ni en italique, ni en « petit »…
- Le gras n'est utilisé que pour surligner le titre de l'article dans l'introduction, une seule fois.
- L'italique est rarement utilisé : mots en langue étrangère, titres d'œuvres, noms de bateaux, etc.
- Les citations ne sont pas en italique mais en corps de texte normal. Elles sont entourées par des guillemets français : « et ».
- Les listes à puces sont à éviter, des paragraphes rédigés étant largement préférés. Les tableaux sont à réserver à la présentation de données structurées (résultats, etc.).
- Les appels de note de bas de page (petits chiffres en exposant, introduits par l'outil «  Source ») sont à placer entre la fin de phrase et le point final[comme ça].
- Les liens internes (vers d'autres articles de Wikipédia) sont à choisir avec parcimonie. Créez des liens vers des articles approfondissant le sujet. Les termes génériques sans rapport avec le sujet sont à éviter, ainsi que les répétitions de liens vers un même terme.
- Les liens externes sont à placer uniquement dans une section « Liens externes », à la fin de l'article. Ces liens sont à choisir avec parcimonie suivant les règles définies. Si un lien sert de source à l'article, son insertion dans le texte est à faire par les notes de bas de page.
- La présentation des références doit suivre les conventions bibliographiques. Il est recommandé d'utiliser les modèles {{Ouvrage}}, {{Chapitre}}, {{Article}}, {{Lien web}} et/ou {{Bibliographie}}. Le mode d'édition visuel peut mettre en forme automatiquement les références.
- Insérer une infobox (cadre d'informations à droite) n'est pas obligatoire pour parachever la mise en page.

Pour une aide détaillée, merci de consulter Aide:Wikification.
Si vous pensez que ces points ont été résolus, vous pouvez retirer ce bandeau et améliorer la mise en forme d'un autre article.
 (juin 2024).
Young Creatives (/'jʌŋ kriˈeɪtɪvz/) est un collectif culturel basé à Bois-le-Duc. Il se concentre sur l'introduction des jeunes de 16 à 21 ans aux activités culturelles de cette ville. L'initiative vise à rendre l'art et la culture plus accessibles aux jeunes, à les mettre en contact avec leurs pairs et à former une communauté active au sein de Den Bosch

## Objectifs et activités
Le crew de Young Creatives sélectionne soigneusement l'offre culturelle de 's-Hertogenbosch et élabore un programme mensuel. Cette sélection comprend diverses activités culturelles telles que des visites de théâtre, des expositions et des concerts, spécialement choisis pour susciter l'intérêt des jeunes. Autour de ces activités, Young Creatives propose un approfondissement, par exemple sous forme de rencontres avec des artistes, de visites guidées en coulisses, ainsi que de pique-niques et des jeux liées aux expositions, dans le but de favoriser l'interaction sociale entre les participants. Un élément central de Young Creatives est la création d'une communauté soudée, visant à augmenter la participation et l'engagement des jeunes dans le paysage culturel de 's-Hertogenbosch.

## Partenaires
Young Creatives a été initié par le Festival CEMENT  et développé par divers partenaires à Den Bosch, tels que le Musée Design, Huis73, le Théâtre Artemis, Festival Boulevard , le Théâtre à la Parade  et la Verkadefabriek.